# True Blood
True Blood (título no Brasil) ou Sangue Fresco (título em Portugal) é uma série de televisão norte-americana  criada por Alan Ball, baseada na série de livros The Southern Vampire Mysteries da escritora Charlaine Harris. O programa foi exibido pela HBO nos Estados Unidos indo ao ar pela primeira vez no dia 7 de Setembro de 2008.
True Blood fala sobre a co-existência de vampiros e humanos em "Bon Temps", uma pequena cidade fictícia baseada na cidade real de Clifton, Louisiana. O nome da cidade foi baseado no ditado francês “Laissez les bons temps rouler!”, que significa “Deixe os bons tempos acontecerem! 
A série é focada em Sookie Stackhouse (Anna Paquin), uma garçonete telepata que se apaixona pelo vampiro Bill Compton (Stephen Moyer). 
Exibida no Brasil pela HBO aos domingos e na TV Aberta de 13 janeiro de 2013 a 16 de março de 2014 no SBT, na madrugada de domingo para segunda após o De Frente com Gabi. Em Portugal a série estreou em canal aberto pela RTP mas é transmitida em exclusivo pelo canal de cabo MOV, que estreou a primeira temporada em dezembro de 2008.
A série recebeu elogios da crítica e ganhou vários prêmios, incluindo um Globo de Ouro, um Emmy e quatro Satellite Awards.

## Sinopse
Em uma nova era de evolução científica, os vampiros conseguiram deixar de serem monstros lendários para se tornarem cidadãos comuns. Essa mudança, que aconteceu do dia para a noite, deve-se a cientistas japoneses, que inventaram um sangue sintético, fazendo com que os humanos deixassem de ser o seu prato principal. Já os humanos, ainda não se sentem totalmente seguros convivendo lado a lado com toda a legião de vampiros que está saindo de seus caixões. Ao redor do mundo, cada um escolheu o seu lado a favor ou contra essa revolução, mas em uma pequena cidade de Lousiana, chamada Bon Temps, as pessoas ainda estão formando a sua opinião. Sookie, garçonete de um pequena lanchonete, tem o poder de ouvir os pensamentos das pessoas e não vê problemas na integração desses novos membros à sociedade, principalmente quando se trata de Bill Compton, um atraente vampiro de 173 anos de idade. Mas ela pode vir a mudar de opinião, à medida que desvenda os mistérios que envolvem a chegada de Bill a sua cidade.

## Elenco principal
| Anna Paquin                                              | Sookie Stackhouse        | Regular               | Regular               | Regular               | Regular               | Regular               | Regular               | Regular               |         |         |         |         |
| Stephen Moyer                                            | Bill Compton             | Regular               | Regular               | Regular               | Regular               | Regular               | Regular               | Regular               |         |         |         |         |
| Sam Trammell                                             | Sam Merlotte             | Regular               | Regular               | Regular               | Regular               | Regular               | Regular               | Regular               |         |         |         |         |
| Ryan Kwanten                                             | Jason Stackhouse         | Regular               | Regular               | Regular               | Regular               | Regular               | Regular               | Regular               |         |         |         |         |
| Rutina Wesley                                            | Tara Thornton            | Regular               | Regular               | Regular               | Regular               | Regular               | Regular               | Regular               |         |         |         |         |
| Alexander Skarsgård                                      | Eric Northman            | Regular               | Regular               | Regular               | Regular               | Regular               | Regular               | Regular               |         |         |         |         |
| Chris Bauer                                              | Andy Bellefleur          | Regular               | Regular               | Regular               | Regular               | Regular               | Regular               | Regular               |         |         |         |         |
| Kristin Bauer van Straten                                | Pam Swynford de Beaufort | Recorrente            | Recorrente            | Regular               | Regular               | Regular               | Regular               | Regular               |         |         |         |         |
| Deborah Ann Woll                                         | Jessica Hamby            | Recorrente            | Regular               | Regular               | Regular               | Regular               | Regular               | Regular               |         |         |         |         |
| Nelsan Ellis                                             | Lafayette Reynolds       | Regular               | Regular               | Regular               | Regular               | Regular               | Regular               | Regular               |         |         |         |         |
| Joe Manganiello                                          | Alcide Herveaux          |                       |                       | Recorrente            | Regular               | Regular               | Regular               | Regular               |         |         |         |         |
| Jim Parrack                                              | Hoyt Fortenberry         | Regular               | Regular               | Regular               | Regular               | Regular               |                       | Regular               | Regular | Regular | Regular | Regular |
| Adina Porter                                             | Lettie Mae Daniels       | Regular               | Participação Especial | Participação Especial | Participação Especial | Participação Especial | Participação Especial | Regular               |         |         |         |         |
| Carrie Preston                                           | Arlene Fowler Bellefleur | Regular               | Regular               | Regular               | Regular               | Regular               | Regular               | Regular               |         |         |         |         |
| Michael Raymond-James                                    | Rene Lenier              | Regular               |                       | Participação Especial | Participação Especial |                       |                       |                       |         |         |         |         |
| William Sanderson                                        | Bud Dearborne            | Regular               | Regular               | Regular               |                       | Participação Especial |                       |                       |         |         |         |         |
| Lynn Collins                                             | Dawn Green               | Regular               |                       |                       |                       |                       |                       |                       |         |         |         |         |
| Lizzy Caplan                                             | Amy Burley               | Regular               |                       |                       |                       |                       |                       |                       |         |         |         |         |
| Lois Smith                                               | Adele Stackhouse         | Regular               |                       |                       | Participação Especial |                       |                       | Participação Especial |         |         |         |         |
| Stephen Root                                             | Eddie Gauthier           | Regular               | Recorrente            |                       |                       |                       |                       |                       |         |         |         |         |
| Mehcad Brooks                                            | "Eggs" Benedict Talley   | Participação Especial | Regular               |                       |                       |                       |                       |                       |         |         |         |         |
| Tara Buck                                                | Ginger                   | Recorrente            | Recorrente            | Recorrente            | Recorrente            | Recorrente            | Recorrente            | Regular               |         |         |         |         |
| Michelle Forbes                                          | Maryann Forrester        | Participação Especial | Regular               |                       |                       |                       |                       |                       |         |         |         |         |
| Mariana Klaveno                                          | Lorena Krasiki           | Recorrente            | Regular               | Regular               |                       | Participação Especial |                       |                       |         |         |         |         |
| Todd Lowe                                                | Terry Bellefleur         | Recorrente            | Regular               | Regular               | Regular               | Regular               | Regular               | Participação Especial |         |         |         |         |
| Michael McMillian                                        | Reverend Steve Newlin    | Recorrente            | Regular               | Recorrente            | Recorrente            | Regular               | Regular               | Participação Especial |         |         |         |         |
| Jessica Tuck                                             | Nan Flanagan             | Recorrente            | Recorrente            | Recorrente            | Regular               |                       |                       | Participação Especial |         |         |         |         |
| Anna Camp                                                | Sarah Newlin             |                       | Regular               |                       |                       |                       | Regular               | Regular               |         |         |         |         |
| Kevin Alejandro                                          | Jesus Velasquez          |                       |                       | Regular               | Regular               | Participação Especial |                       |                       |         |         |         |         |
| Marshall Allman                                          | Tommy Mickens            |                       |                       | Regular               | Regular               |                       |                       |                       |         |         |         |         |
| Denis O'Hare                                             | Russell Edgington        |                       |                       | Regular               |                       | Regular               |                       |                       |         |         |         |         |
| Lindsay Pulsipher                                        | Crystal Norris           |                       |                       | Regular               | Recorrente            |                       |                       |                       |         |         |         |         |
| Lauren Bowles                                            | Holly Cleary             |                       |                       | Recorrente            | Regular               | Regular               | Regular               | Regular               |         |         |         |         |
| Gregg Daniel                                             | Reverend Daniels         |                       |                       | Recorrente            | Recorrente            |                       | Recorrente            | Regular               |         |         |         |         |
| Janina Gavankar                                          | Luna Garza               |                       |                       |                       | Regular               | Regular               | Participação Especial |                       |         |         |         |         |
| Fiona Shaw                                               | Marnie Stonebrook        |                       |                       |                       | Regular               |                       |                       |                       |         |         |         |         |
| Scott Foley                                              | Patrick Devins           |                       |                       |                       | Participação Especial | Regular               |                       |                       |         |         |         |         |
| Valentina Cervi                                          | Salome Agrippa           |                       |                       |                       |                       | Regular               |                       |                       |         |         |         |         |
| Lucy Griffiths                                           | Nora Gainesborough       |                       |                       |                       |                       | Regular               | Regular               |                       |         |         |         |         |
| Christopher Meloni                                       | Roman Zimojic            |                       |                       |                       |                       | Regular               |                       |                       |         |         |         |         |
| Aaron Christian Howles                                   | Rocky Cleary             |                       |                       |                       |                       | Recorrente            | Recorrente            | Regular               |         |         |         |         |
| Noah Matthews                                            | Wade Cleary              |                       |                       |                       |                       | Recorrente            | Recorrente            | Regular               |         |         |         |         |
| Kelly Overton                                            | Rikki Naylor             |                       |                       |                       |                       | Recorrente            | Regular               |                       |         |         |         |         |
| Robert Patrick                                           | Jackson Herveaux         |                       |                       |                       |                       | Recorrente            | Regular               | Participação Especial |         |         |         |         |
| Rutger Hauer                                             | Niall Brigant            |                       |                       |                       |                       |                       | Regular               | Participação Especial |         |         |         |         |
| Arliss Howard                                            | Truman Burrell           |                       |                       |                       |                       |                       | Regular               |                       |         |         |         |         |
| Robert Kazinsky                                          | Macklyn Warlow           |                       |                       |                       |                       |                       | Regular               |                       |         |         |         |         |
| Jurnee Smollett-Bell                                     | Nicole Wright            |                       |                       |                       |                       |                       | Regular               | Regular               |         |         |         |         |
| Amelia Rose Blaire                                       | Willa Burrell            |                       |                       |                       |                       |                       | Recorrente            | Regular               |         |         |         |         |
| Luke Grimes (6ª temporada) Nathan Parsons (7ª temporada) | James Kent               |                       |                       |                       |                       |                       | Recorrente            | Regular               |         |         |         |         |
| Bailey Noble                                             | Adilyn Bellefleur        |                       |                       |                       |                       |                       | Recorrente            | Regular               |         |         |         |         |
| Karolina Wydra                                           | Violet Mazurski          |                       |                       |                       |                       |                       | Recorrente            | Regular               |         |         |         |         |

## Episódios
| Temporada | Temporada | Episódios | Estreia da temporada | Final da temporada   |
| --------- | --------- | --------- | -------------------- | -------------------- |
|           | 1         | 12        | 7 de Setembro, 2008  | 13 de Novembro, 2008 |
|           | 2         | 12        | 14 de Junho, 2009    | 13 de Setembro, 2009 |
|           | 3         | 12        | 13 de Junho, 2010    | 12 de Setembro, 2010 |
|           | 4         | 12        | 26 de Junho, 2011    | 12 de Setembro, 2011 |
|           | 5         | 12        | 10 de Junho, 2012    | 26 de Agosto, 2012   |
|           | 6         | 10        | 16 de Junho, 2013    | 18 de Agosto, 2013   |
|           | 7         | 10        | 22 de junho, 2014    | 24 de agosto, 2014   |

## Produção

### Desenvolvimento
O criador da série, Alan Ball já havia trabalhado com o canal pago AMC no seriado Six Feet Under, que teve cinco temporadas. Em outubro de 2005, depois do fim de Six Feet Under, Ball assinou um contrato de dois anos com a HBO para desenvolver e produzir um novo seriado para o canal. True Blood se tornou o primeiro projecto do acordo, após Ball torna-se familiarizado com Charlaine Harris, a criadora dos livros que inspiraram a série. Tudo começou quando Ball fora a uma consulta odontológica, e estava navegando pela Barnes and Noble e deparou-se com Dead Until Dark, o primeiro volume da série de Harris. Apreciou e leu instantaneamente o primeiro livro, e acabou se interessando em "trazer a visão de Harris para a televisão". No entanto, Harris já tinha duas opções para a adaptação de outros livros.  Ele disse que ela o escolheu porque Ball "realmente a convenceu, por sentir que ele entendia seus livros".

#### Gravações
Após o piloto concluído (intitulado "Forbidden Love") gravado no Verão de 2007, a produção da série começou no outono do mesmo ano. Filmagens ocorreram principalmente na Califórnia e Louisiana. As filmagens da segunda temporada começaram 6 de janeiro de 2009, da terceira temporada 2 de dezembro de 2009, a quarta temporada 1 dezembro de 2010, e a quinta temporada começou no final de 2011, logo após a Ação de Graças. Cada estação ocorre ao longo de 10 dias, e cada episódio um dia e uma noite.

##### 35 mm
True Blood foi gravado com com equipamento Arricam LT e ST, com película no formato 35 mm, sendo assim possível a série ser remasterizada em resolução 4K ou superior, mesmo processo feito pela Sony com Breaking Bad para o Netflix.

##### Locações
Alguns locais, como a casa de Sookie e Merlotte são filmados em estúdio, e outros estão em lugares que realmente existem. Por exemplo, as cenas que acontecem no Fangtasia estão voltados para Bar do Alex, em Long Beach (Califórnia), aqueles que tomam lugar na casa do personagem de Sophie-Anne são filmados no Villa Contenta, uma casa em Malibu (Califórnia), e Russell Edgington, é filmado em Longwood, mansão em Natchez (Mississippi). Além disso, Ball diz que os escritores sempre tem a "bíblia" da série por perto, capaz de rastrear o passado dos personagens e evitar qualquer má interpretação.

##### Visita à Louisiana
No início das filmagens, a equipe foi visitar Louisiana e foi observado que as pessoas estão lentamente à se mover. Em uma entrevista, Stephen Moyer, contou que ele adaptou sua interpretação de Bill Compton em conformidade, sem gesto supérfluo, sem se contorcer ou agitar, e que "todos os movimentos parecem lhe custou. Ele acrescentou que, para este papel: "... tenho que pintar meu cabelo de preto, descolorir minha pele, me vestir de um jeito que não é meu estilo e, o mais importante, abrir mão do meu sotaque britânico. Ao contrário de James Frain (alias Franklin Mott), a quem os escritores explicou que "No exterior, [tal foco tinha] um pequeno lado" império do mal, "muito do século XIX".

#### Modelo
Stephen Moyer e Joe Manganiello (que interpreta Alcide Herveaux) não queriam imitar qualquer modelo; Joe Manganiello passou algum tempo com um lobo, para observar estes animais "para se aproximar de você, olhar para você, testar como você se sente, testar suas reações." James Frain e Alexander Skarsgård (Eric Northman), que são vampiros na série, destacam a dificuldade de falar com dentes falsos.

#### Marketing

##### Acusação
O lançamento das duas primeiras temporadas da série foi precedida de realidade de jogo e de marketing viral, campanhas promocionais alternativas. A Agência New yorkai Campfire e comercialização foi acusada pela campanha publicitária do canal HBO nos Estados Unidos, antes da divulgação de True Blood. No vídeo apresentando este trabalho, a agência anunciou que "criou uma prequela de série, que apresenta os temas que são abordados e que geraram o burburinho [...]. " Seu objetivo era "transformar curiosos fãs pregadores e construir um público, o que fez True Blood umas das premiere de temporadas mais esperadas e bem sucedida."

##### Alternativa
Ela consiste em enviar e-mails em massa de texto (alguns foram escritos em japonês e acompanhado por amostras da bebida "Tru Blood", apresentado como o sangue sintético) e e-mails em Maio de 2008; a implementação de vários funcionários de sites fictícios (os da liga americana de vampiros, da Irmandade do Sol, um blog que segue a integração dos vampiros na sociedade); propaganda enganosa com cartazes que incentivam as pessoas a apoiar a alteração nos direitos dos vampiros ou o contrário, negar a sua integração na sociedade; e um jornal falso chamado New York Anouncer, anunciando que os vampiros existem.

#### Estreia
O piloto logo foi encomendado, com a direção, roteiro, e produção por Ball, que termina de escolher vários outros roteiristas. Os membros do elenco Paquin, Kwanten e Trammell foram anunciados em fevereiro de 2007 e Moyer mais tarde, em abril. O piloto foi filmado no início do verão de 2007 e foi oficialmente escolhido para exibição em Agosto, altura em que Ball já tinha escrito vários outros episódios. A produção sofreu uma perda depois que Brook Kerr (que retratou Tara Thornton no piloto original) saiu, mas logo foi substituída por Rutina Wesley. Mais dois episódios da série tinham sido filmados antes da greve dos roteiristas, encerrando o ciclo de 12 episódio da primeira temporada em 2008. Em setembro, depois de apenas dois primeiros episódios da série terem ido ao ar, a HBO encomendou uma segunda temporada de doze episódios, com produção programada para começar em janeiro de 2009 para a estreia no verão do mesmo ano.

### Escolha do elenco
True Blood engloba um conjunto amplo de um elenco composto por personagens regulares e centrais, e um grupo rotativo de personagens coadjuvantes. Embora a série seja rodada na cidade estadunidense ficcional Bon Temps, Louisiana, um número notável de atores que compõem o elenco são de várias nacionalidades, não sendo portanto apenas atores americanos. Em uma entrevista, Allan Ball explicou que não intencionalmente procurou atores que não sejam americanos, mas estava disposto a ir a qualquer lugar que precisasse para “encontrar atores que fariam os personagens dos livros respirarem ”. Ball também explicou que desde do início havia um foco em procurar atores que interpretassem o personagem de maneira convincente e não aqueles que se assemelham fisicamente às personagens descritas nos livros. Observando que há uma nítida diferença entre os personagens retratados em True Blood e os descritos nos livros da coleção Vampiros do Sul, ele descreveu seu trabalho como bem compreensivo em termos de uma reinterpretação do trabalho da criadora dos livros Charlaine Harris.

### Abertura
Indicada ao Emmy na categoria de melhor abertura foi criada pela Digital Kitchen, um estúdio de produção, que também foi responsável por criar a abertura dos seriados Six Feet Under e Dexter. A abertura tem como música de fundo a canção "Bad Things" de Jace Everett, e conceitualmente, é construída a partir da mistura de imagens contraditórias que envolvem sexo, violência e religião, projetadas ao ponto de vista do "sobrenatural".
Desejava também explorar ideias de redenção e perdão, além de reproduzir a atmosfera típica de Lousiana, pois a maioria das imagens utilizadas na abertura foi filmada por quatro dias nesta cidade, além de gravações em Chicago com pequenas participações de vários membros da Digital Kitchen na abertura.
Na edição da abertura, quis expressar-se o "fanatismo religioso" e "energia sexual" que pode corromper o homem e torná-los animalescos. Assim, vários quadros foram cortadas para dar uma sensação de movimentos agitados, enquanto outras cenas foram simplesmente jogados, e alguns exibidas no slow motion. Alguns cortes, tal como a decomposição de um animal, foram feitos digitalmente, e algumas cenas produzidas quadros por quadros.

### Mitologia
Dentro do universo ficcional retratado em True Blood, a série traz uma realidade com a existência de várias criaturas sobrenaturais, tais como telepatas, metamorfos e vários outros. O seriado dá enfoque aos vampiros e sua mitologia pois, dois anos antes dos eventos que ocorrem durante a série, os vampiros "saíram do caixão" quando cientistas do Japão inventaram uma forma sintética de sangue chamada "True Blood". Com isto, estes não necessitam mais do sangue humano para sobreviver e são capazes de se integrar na sociedade humana, desenvolvendo assim uma trama que traz o preconceito e a "luta" entre raças e por direitos vampíricos como enfoques principais.
O universo retratado na série se assemelha muito com a série de livros de RPG de The World of Darkness, da editora White Wolf, principalmente em seu livros sobre vampiros, em português "Vampiro: A Máscara".

## Diferenças com o livro
O mundo de fantasia fictício em que os personagens da série foi tomado e adaptado de um desenvolvido por Charlaine Harris na comunidade Sud. True Blood se diferencia em vários pontos em relação ao livro. Nos romances, a vista é interna porque Sookie é o narradora, enquanto na adaptação para a TV, o espectador vê os outros personagens evoluírem de forma independente.
Tara e Lafayette, que são os personagens principais de True Blood, são pouco desenvolvidos nos livros e sua história é diferente em muitos aspectos. A história de muitos outros personagens também foi alterada: por exemplo, nos romances, Bill está trabalhando duro em um banco de dados secreto cobiçado sobre vampiros, e não é aquele que mata ao longo do show para proteger Sookie, junto com Eric; Jason não toma sangue de vampiro, não aderiu à Comunidade do Sol e não vai incorporar a fonte.
Alguns personagens da Comunidade do Sul, como JB Du Rone (namorado, então marido de Tara), Bubba (cantor Elvis Presley vampiro), Felipe de Castro (o vampiro rei de Nevada); e Ápio Livius Ocella (criador de Eric) não aparecem na série; Por outro lado, foram introduzidos personagens que não existem em no romance como Jessica Hamby (os filhos de Bill), Srta Jeanette (a exorcista Lettie Mae e Tara), Tommy (irmão de Sam) e Jesus (o namorado de Lafayette).
Em menor medida, também existem diferenças físicas. Eles abrangem aspectos como os olhos de Sookie (azul nos livros, marrom na série) e cabelo de Eric (longo e trançado nos livros). Além disso, o nome do Pam ("Ravenscroft" em livros, "Swynford de Beaufort" na série) foi alterado; a bruxa Hallow Stonebrook é nomeado Marnie na adaptação para a TV, ao contrário dos livros, ela não tem um irmão.

## Audiência

### 1ª temporada
A audiência da primeira temporada fora razóavel, tanto que no segundo episódio desta, a segunda temporada foi confirmada. O primeiro episódio de True Blood estreou em um modesto 1.440.000 telespectadores, no entanto, no final de Novembro de 2008 , 6,8 milhões por semana estavam a ver o programa, incluído repeticões e a exibição em outros meios. O final da temporada teve audiência de 2,4 milhões de espectadores.

### 2ª temporada
A estreia da segunda temporada da série (14 de junho de 2009) foi visto por 3,7 milhões, tornando-se o programa mais visto na HBO desde o final da série de Os Sopranos. O número total de telespectadores para a estreia da temporada, incluindo a repetição da madrugada, foi de 5,1 milhões. O décimo episódio da segunda temporada (23 agosto de 2009) foi visto por 5.300.000 espectadores, um novo recorde para a série. A temporada teve uma média de 12,4 milhões por semana (somando-se todos os meios visuais). E por alcançar ótimos índices de audiência e firmar-se como "hit" da mid-season, a emissora HBO foi levada a confirmar mais duas temporadas para o programa.

### 4ª temporada
Somente o segundo episódio sofreu uma queda considerável, embora previsto, devido ao feriado americano 4 de julho, e por isso foi exibido online no site da HBO, um dia após a exibição da premiére. No mais a temporada esteve acima da expectativa da HBO, batendo recordes de audiência em muitos episódios.
A média foi de 4.96 milhões de espectadores e 2.73 milhões no seu público alvo.
Confira os números por episódio
- 6 de junho de 2011 - Episódio 01 - 5.42 Milhões - 3.00 na demo - "She's Not There"
- 3 de julho de 2011 - Episódio 02 - 2.90 Milhões - 1.46 na demo - "You Smell Like Dinner"
- 10 de julho de 2011 - Episódio 03 - 5.04 Milhões - 2.80 na demo - "If You Love Me, Why Am I Dyin"
- 17 de julho de 2011 - Episódio 04 - 5.10 Milhões - 2.70 na demo - "I'm Alive and On Fire"
- 24 de julho de 2011 - Episódio 05 - 5.26 Milhões - 2.80 na demo - "Me And The Devil"
- 31 de julho de 2011 - Episódio 06 - 5.18 Milhões - 2.80 na demo - "I Wish I Was the Moon"
- 7 de agosto de 2011 - Episódio 07 - 5.14 Milhões - 2.90 na demo - "Cold Grey Light of Dawn"
- 14 de agosto de 2011 - Episódio 08 - 5.30 Milhões - 3.10 na demo - "Spellbound"
- 21 de agosto de 2011 - Episódio 09 - 5.52 Milhões - 3.10 na demo - "Let's Get Out of Here"
- 28 de agosto de 2011 - Episódio 10 - 5.31 Milhões - 2.90 na demo - "Let's Get Out of Here"
- 4 de setembro de 2011 - Episódio 11 - 4.39 Milhões - 2.40 na demo - "Soul a Fire"
- 11 de setembro de 2011 - Episódio 12 - 5.05 Milhões - 2.80 na demo - "And When I Die" Season Finale[34]

### 6ª temporada
A estreia da 6ª temporada registrou 4,5 milhões de telespectadores, números muito bons para a TV a cabo, mas a audiência do drama caiu ano após ano. Mesmo assim Michael Lombardo, o presidente de programação da HBO, mostrou-se empolgado ao anunciar a renovação da série.
"True Blood continua sendo uma série referência para HBO e um verdadeiro fenômeno entre os nossos telespectadores", disse Lombardo e completou: "Graças ao Brian Buckner e sua talentosa equipe, a série continua sendo eletrizante como nada mais na Tv".

#### Evolução da audiência
A audiência da primeira temporada da série nos Estados Unidos, começou relativamente baixa, com 1,44 milhão de espectadores para o primeiro episódio.
A segunda temporada atraiu uma média de 4,27 milhões, alcançando assim o melhor índice do ano de 2009 para uma série da HBO. Neste mesmo ano, True Blood foi a segunda série da HBO mais visto depois de Os Sopranos.
O nono episódio da quarta temporada alcançou recorde de audiência da série, através da recolha de 5.530.000 de espectadores. O recorde anterior foi realizado pelo décimo episódio da terceira temporada, com 5,44 milhões de espectadores.

## Alegoria dos direitos LGBT
A luta pela igualdade discutida sobre vampiros em True Blood, alegoricamente, tem sido interpretada como um movimento pelos direitos das lésbicas, gays, bissexuais e transgêneros. Várias frases da série (no original) também são emprestadas. Adaptadas para expressões em inglês usadas contra pessoas LGBT.
De acordo com Ken Tucker da Entertainment Weekly, True Blood é construída "em torno de uma série de metáforas: os direitos dos vampiros substituto para direitos dos homossexuais [...]" e David Bianculli, NPR, a tensão sobre a aceitação de vampiros na sociedade da série é "um jogo óbvio sobre os direitos civis em gerais e gays em particular".
De acordo com o 15 º relatório "Where We Are on TV" da GLAAD, True Blood foi em 2010, a série atual, incluindo o maior número de personagens LGBT (seis ao todo). Nesse mesmo ano, o GLAAD também declarou "a série gay-friendly".
De acordo com o presidente da associação, Jarrett Barrios, o aumento de séries de televisão com temática LGBT reflete "a mudança na cultura americana, [...] a compreensão da comunidade "e" um novo padrão da indústria que um crescente número de criadores e as redes estão adotando".

## Trilha sonora
Gary Calamar, o supervisor musical da série, disse que seu objetivo para a trilha sonora era criar "algo pantanoso, blues e assustador" e que remete-se ao estilo de música local de Louisiana, com a colaboração de Nathan Barr, que escreve intrumentais originais para a série, tais como "Take Me Home" e "Strange Love". O tema principal é "Bad Things", música country do artista Jace Everett que ganhou o prêmio da Broadcast Music Incorporated.
A trilha sonora da primeira temporada, indicada ao Grammy Awards, foi lançada em 19 de maio de 2009, e figurou em boas posições no chart das trilhas sonoras mais vendidas, com peak na posição #4.

## Recepção da crítica
A recepção crítica de True Blood, foi em geral favorável, apesar do fato de que as impressões iniciais foram misturadas. O crítico do New York Post escreveu sobre o primeiro episódio: "Se o novo show de vampiros da HBO merece alguma indicação, haveria inúmeras mortes, principalmente entre os telespectadores que estariam morrendo de tédio. E assim é a nova série da HBO e do obcecado pela morte, Alan Ball, criador da lendária Six Feet Under, cujo novo show True Blood não faz nem correr o sangue, deixando-o até frio".
Já o Today USA trouxe críticas boas ao seriado: "Sexy, espirituoso e descaradamente peculiar, True Blood é um conjunto parte romântico, parte fantasioso, e parte misterioso e parte comédia em um mundo onde os vampiros revelaram-se e buscam por direitos iguais".
Ao final da primeira temporada, True Blood teve uma pontuação de 64 pontos, no Metacritic, um agregador de respostas críticas. A segunda temporada recebeu uma pontuação mais favorável: 74 de 100 no Metacritic.

## Bebida
A Sociedade americana Omni Consumer Products, fez a bebida "Tru Blood" - inspirado por aquilo que aparece na série. Consistente com HBO, esta laranja de sangue à base de refrigerante é comercializado nos Estados Unidos, exclusivamente no Guarde Online Home Box Office. Em julho de 2009, Alan Ball e vários atores da série estavam presentes na Comic-Con de San Diego para promover a bebida, que foi planejado para começar em 10 de setembro de 2009.

## HQ da série
O primeiro número HQ (intitulado "All Together Now") de True Blood foi apresentado na Comic-Con de 2010, esses livros são criados por Alan Ball, Elizabeth Finch e Kate Barnow (escritores da série de televisão), David Tischman, Mariah Huehner e David Messdina.; e projetado em associação com a Diamond Comic Distributors Publishin juntos a IDW.
O universo é o mesmo que a série, mas a história é diferente; vários personagens principais, como Sookie, Tara, Sam, Bill e Eric são apresentados. Em um vídeo, Ball explicou que nos quadrinhos, ele pode fazer coisas que seriam impossíveis na série devido limitações de tempo e orçamento. Cinco livros foram publicados entre agosto e novembro de 2010 nos Estados Unidos pela HBO loja on-line.

## Livro de receitas
True Blood Cookbookest, é um livro de receitas ilustradas, inspirado no universo da série. É escrito por Alan Ball e Gianna Sobol, e é comercializado desde 5 de setembro de 2012.

## Outros produtos
O designer de Nova-Iorque Udi Behr criou uma coleção de jóias (anéis, brincos, colares) inspirado por temas da série. Por ocasião de seu lançamento, 18 de setembro de 2009, em Beverly Hills, a imprensa e os fãs foram convidados. Em 22 de junho de 2011, poucos dias antes do lançamento da quarta temporada nos Estados Unidos, a marca lançou uma Makeup Palette Tarte Cosmetics (sombra, delineador, rímel, blush e batom) derivado da série, em edição limitada. A Loja Online HBO também oferece outros produtos, incluindo camisetas, óculos e bustos em semelhança de personagens de True Blood.